# Contents Under Pressure
Contents Under Pressure es el séptimo episodio de la primera temporada de la serie de televisión estadounidense de ciencia ficción y drama Los 100. El episodio fue escrito por Akela Cooper y Kira Snyder y dirigido por John Showalter. Fue estrenado el 30 de abril de 2014 en Estados Unidos por la cadena The CW.
Raven logra establecer contacto con el Arca y Abby guía a Clarke en un peligroso procedimiento quirúrgico para salvar la vida de Finn. Pero cuando Finn no mejora, Clarke descubre que el terrícola que lo hirió puede salvarlo, sin embargo, este se niega a hablar después de ser torturado por Bellamy y sus hombres. Mientras tanto en el Arca, Abby es perdonada pero es destituida de su cargo en el Consejo y Diana Sydney toma su lugar. Finalmente, Jaha le revela a Abby que no hay suficientes naves para llevar a todos los habitantes del Arca a la Tierra.

## Elenco
- Eliza Taylor como Clarke Griffin.
- Paige Turco como la concejal Abigail Griffin.
- Thomas McDonell como Finn Collins.
- Marie Avgeropoulos como Octavia Blake.
- Bob Morley como Bellamy Blake.
- Christopher Larkin como Monty Green.
- Devon Bostick como Jasper.
- Isaiah Washington como el canciller Thelonious Jaha.
- Henry Ian Cusick como el concejal Marcus Kane.

## Recepción
En Estados Unidos, Contents Under Pressure fue visto por 1.88 millones de espectadores, recibiendo 0.6 millones de espectadores entre los 18 y 49 años, de acuerdo con Nielsen Media Research.